# Asilidae
Pour les articles homonymes, voir Asile.
Famille
Les Asilidae (les asilidés,  asilides ou les mouches à toison), sont une famille d'insectes diptères prédateurs. Ils constituent un groupe homogène de prédateurs à l’état adulte, comptant environ 7 400 espèces dans le monde.

## Morphologie
Prédateurs stricts spécialisés dans la capture d'invertébrés, les Asilides ont des adaptations morphologiques en lien avec cette spécialisation : corps souvent massif à pilosité dense ; vertex enfoncé entre les yeux composés développés ; pattes longues et épineuses servant au maintien des proies ; appareil buccal robuste avec un « rostre »  surmonté d'un mystax, « moustache » destinée à protéger les yeux de l'insecte des mouvements défensifs de la proie.
Ils sont souvent parés de livrées aposématiques évoquant les motifs rayés des Hyménoptères.
Leur taille est très variable, entre 4 et 40 mm. La femelle est habituellement plus grande et plus robuste que le mâle.

## Biologie

Coupe transversale de l'appareil buccal a : labrum ; b : hypopharynx ; c : palpe maxillaire ; d : maxilles ; e : canal alimentaire ; f: labium

Les Asilides sont munis d'un « rostre » pointu dans lequel coulisse un hypopharynx robuste à apex vulnérant capable de percer les cuticules les plus dures de leurs proies capturées en vol lorsqu'il s'agit d'insectes volant. Elles les ramènent généralement sur leur poste de guet et y injectent leur salive à enzymes neurotoxiques et protéolytique pour en aspirer le contenu prédigéré. Les différentes espèces possèdent également de longues pattes ravisseuses, munies d'épines et formant une cage pour enfermer les insectes capturés.

## Taxinomie
Selon NCBI (31 juil. 2010), cette famille est divisée en 13 sous-familles :
- sous-famille Apocleinae
- sous-famille Asilinae dont Pamponerus germanicus
- sous-famille Brachyrhopalinae
- sous-famille Dasypogoninae
- sous-famille Dioctriinae
- sous-famille Laphriinae
- sous-famille Leptogastrinae
- sous-famille Ommatiinae
- sous-famille Stenopogoninae
- sous-famille Stichopogoninae
- sous-famille Tillobromatinae
- sous-famille Trigonomininae
- sous-famille Willistonininae

## Utilisation
Ces insectes sont des prédateurs carnassiers aussi bien à l’état larvaire qu’adulte. Spécialisées dans la capture d’invertébrés, ces mouches voraces ont un régime alimentaire varié, composé d’autres mouches, de guêpes, de sauterelles, de libellules, de papillons dont des piérides, des mites, des punaises, des pucerons. Ils s’attaquent à des proies généralement plus petites qu’eux et parmi les espèces les plus abondantes, ce qui en fait des auxiliaires généralistes efficaces pour maintenir l’équilibre dans les jardins potagers et les vergers.
Les prédateurs des asilidés sont les oiseaux, les grenouilles et les araignées.

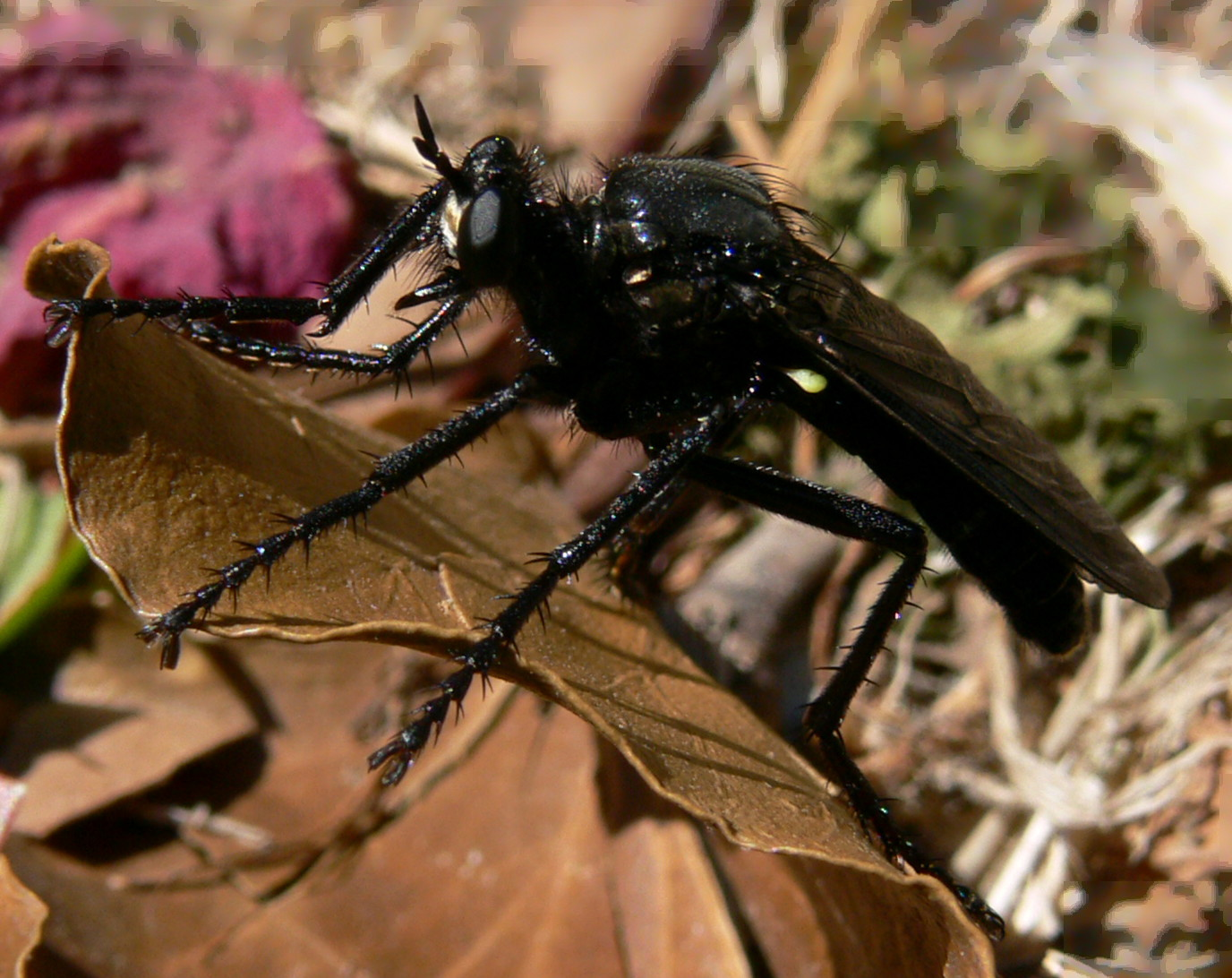
« Asile » ou « Mouche à toison » mâle (Dasypogon diadema), diptère prédateur
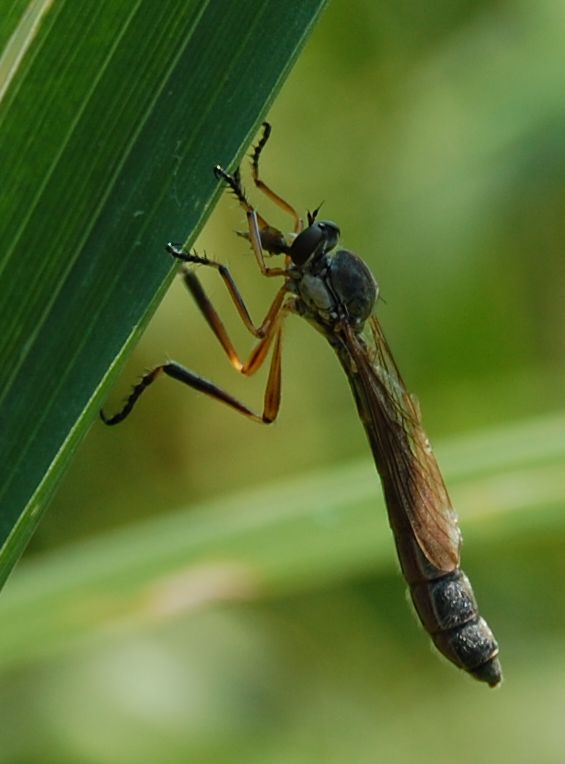
Leptogaster sp.
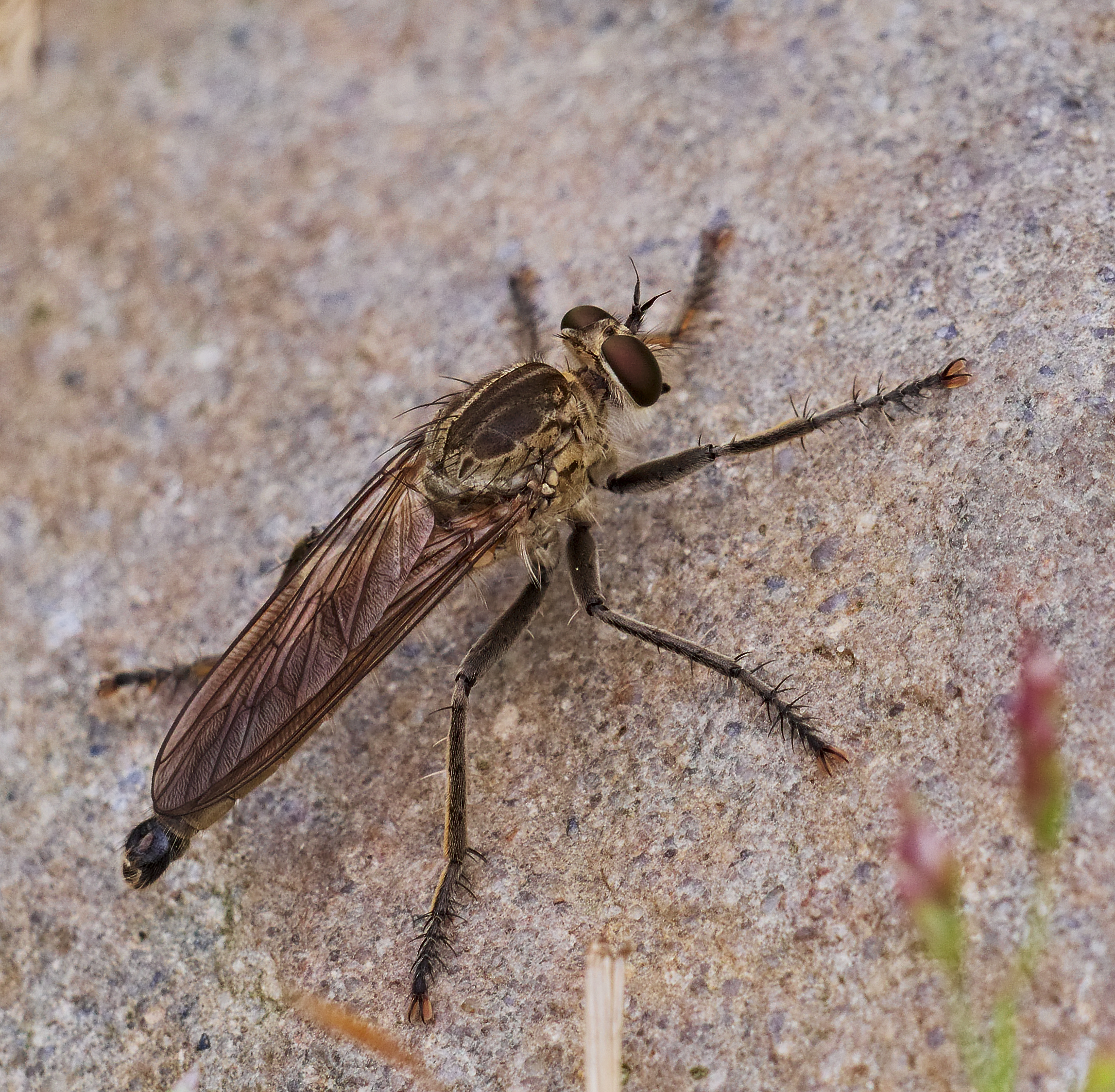
Eutolmus rufibarbis, mâle, des Eutolmus, des Asilidae.
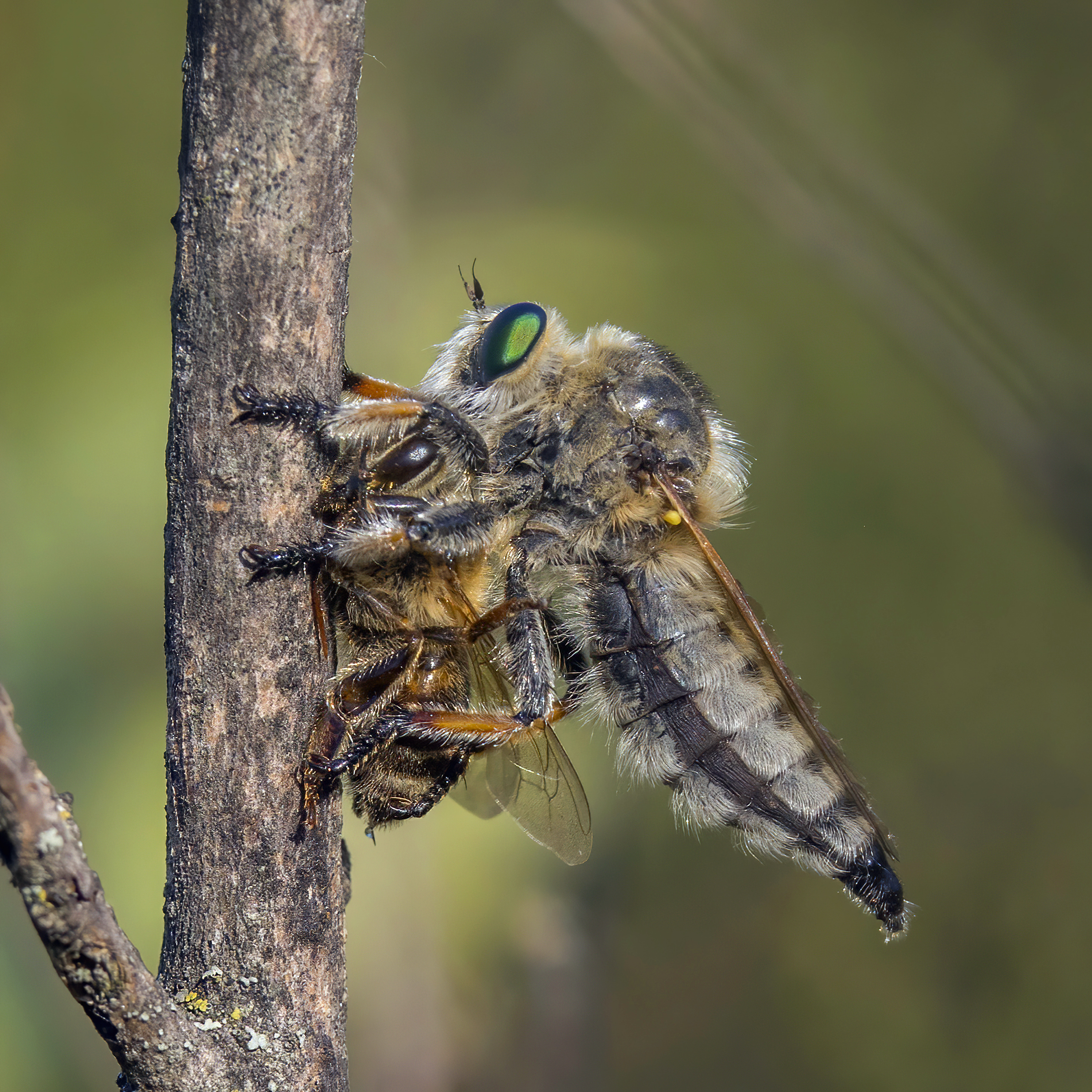
Dysmachus trigonus, des Dysmachus, des Asilidae, ayant attrapé une abeille, en Roumanie. Aout 2022.
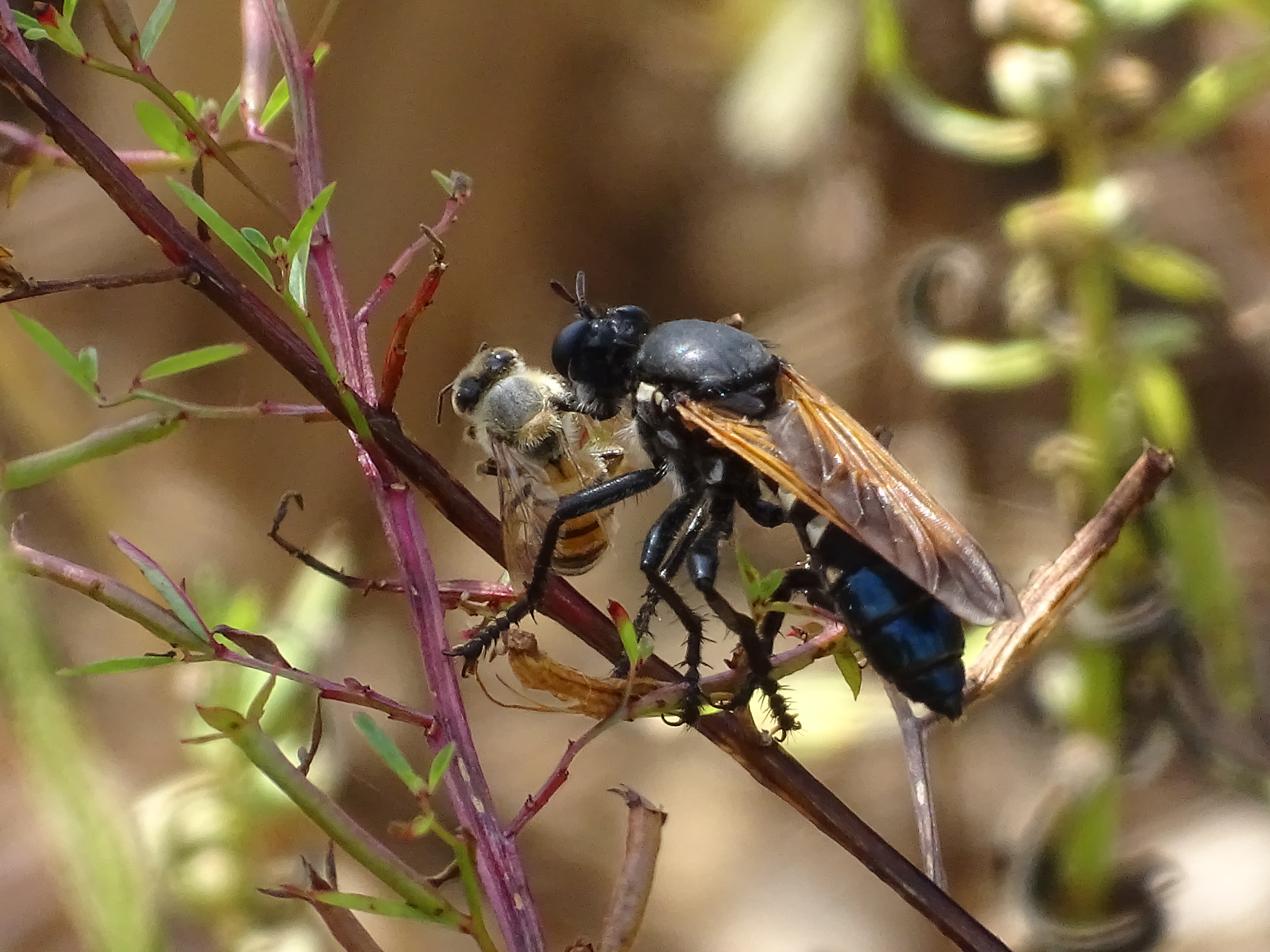
Asilidae près de la rivière Pendjari au Bénin. Novembre 2021.

Selon ITIS (4 juillet 2013) :
- sous-famille Asilinae
- sous-famille Dasypogoninae
- sous-famille Laphriinae
- sous-famille Leptogastrinae